# Mireille Ballestrazzi

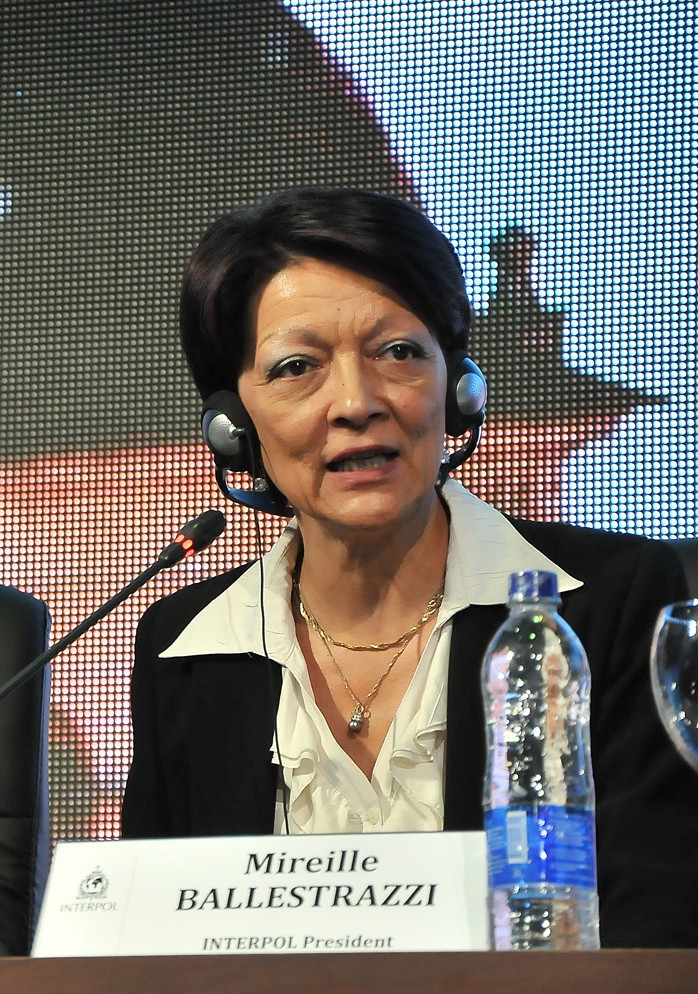
Mireille Ballestrazzi

Mireille Ballestrazzi (1954) is een Frans politiefunctionaris en van 2012 tot 2016 president van de internationale politie-organisatie Interpol.
In 1976 maakte Ballestrazzi deel uit van de eerste lichting vrouwen die afstudeerde aan de École Nationale Supérieure de la Police, waar het kader van de Franse politie wordt opgeleid. In 1978 kreeg ze de leiding van een speciale eenheid gericht op het bestrijden van de georganiseerde misdaad in Bordeaux. Vanaf dat moment begon ze aan een carrière in de police judiciaire, een onderdeel van de police nationale. Ze verwierf nationale bekendheid toen ze in 1987 vier schilderijen van Jean-Baptiste Corot terugvond in Japan, die eerder waren gestolen in Semur-en-Auxois. 
Tussen 2002 en 2005 zat Ballestrazzi al een eerste keer in het bestuur van Interpol. In 2010 werd ze verkozen tot vicepresident van de organisatie, en van 2012 tot 2016 in de rol van president. 